# 吉留真
吉留 真(よしどめ しん、1951年9月29日 - )は、日本の実業家。元大和証券キャピタル・マーケッツ社長。

## 経歴
1974年、鹿児島大学法文学部を卒業し、同年大和証券(現・大和証券グループ本社)に入社。
1997年、大阪支店事業法人第一部長に就任。
2000年2月、大和証券エスエムビーシーへ転籍。2001年に執行役員名古屋支店担当兼名古屋支店長、2004年に常務執行役員事業法人上席担当兼事業法人営業担当を経て、2006年に代表取締役専務取締役となる。
2007年4月、大和証券エスエムビーシー代表取締役社長に就任。また同年には大和証券グループ本社の代表取締役副社長、最高執行責任者(COO)にも就任した。社長在任中に大和証券エスエムビーシーは三井住友フィナンシャルグループとの合弁を解消、2010年1月に大和証券キャピタル・マーケッツに改称した。2010年当時、吉留の役員報酬はストックオプションを含めて1億6000万円であったと公表されている。
2011年、大和証券グループ本社副社長および取締役を退任し、大和証券キャピタル・マーケッツ取締役会長に就任。
2012年4月に大和証券特別顧問および大和総研ビジネスイノベーション取締役会長、2014年に大和総研ビジネスイノベーション特別顧問となる。
2017年現在、かんぽ生命保険や東京金融取引所の社外取締役、監査委員としてノジマの取締役も務めている。

## 関連文献
- 「新社長/吉留真(大和証券SMBC) 」『週刊ダイヤモンド』95巻31号、2007年

| スタブアイコン | サブスタブ | この項目は、まだ閲覧者の調べものの参照としては役立たない、人物に関連した書きかけの項目です。この項目を加筆・訂正などしてくださる協力者を求めています（P:人物伝/PJ:人物伝）。 |